# Секрет Ярослав Володимирович
Яросла́в Володи́мирович Секрет (нар. 6 травня 1994) — капітан Збройних Сил України, учасник російсько-української війни.

## Життєпис
Народився 6 травня 1994 року.
Випускник ННІ педагогічної освіти, соціальної роботи і мистецтва Черкаського національного університету ім. Б. Хмельницького.

## Нагороди
- Орден Данила Галицького (13.01.2023) — за особисту мужність і самовідданість, виявлені у захисті державного суверенітету та територіальної цілісності України, вірність військовій присязі[2].
- Орден Богдана Хмельницького II ступеня (28.3.2022) — за особисту мужність і самовіддані дії, виявлені у захисті державного суверенітету та територіальної цілісності України, вірність військовій присязі[3];
- Орден Богдана Хмельницького III ступеня (5.12.2017) — за особистий внесок у зміцнення обороноздатності Української держави, мужність і самовіддані дії, виявлені у захисті державного суверенітету та територіальної цілісності України, зразкове виконання військового обов'язку [4]
- Орден «За мужність» III ступеня (23.04.2015) — за особисту мужність і високий професіоналізм, виявлені у захисті державного суверенітету та територіальної цілісності України, вірність військовій присязі[5];
- Хрест «Честь і Слава» (2023)[6].